# Stacie-Marie Laughton
Stacie Laughton (1984) es una política estadounidense, elegida para la Cámara de Representantes de Nuevo Hampshire en las elecciones de 2012. Como miembro del Partido Demócrata de Nuevo Hampshire, representaría al Distrito 4 de Nashua junto con David Cote y Mary Gorman. También fue elegida en el Distrito 4 de Nashua.

## Carrera política
Laughton fue la primera funcionaria transexual elegida en Nuevo Hampshire y se cree que es la primera persona transexual elegida en una legislatura estatal en cualquier lugar de Estados Unidos. Su única predecesora conocida, Althea Garrison, fue declarada transgénero por el Boston Herald sólo después de haber sido elegida, y no se identifica como transgénero.
Después de las elecciones, los medios de comunicación informaron de que en 2008 Laughton había sido condenada a 7 años y medio a 15 años de prisión por conspiración para cometer fraude con tarjetas de crédito y a 3 años y medio a 7 años por falsificación de pruebas físicas. Las sentencias se cumplieron simultáneamente y más tarde se redujeron a un año en el Departamento Correccional del Condado de Belknap. Cumplió cuatro meses antes de ser liberada bajo la condición de 10 años de "buena conducta".
Laughton no reveló la condena durante su campaña, ni estaba legalmente obligada a hacerlo en virtud de la ley. En Nuevo Hampshire, los delincuentes condenados no pueden ocupar cargos públicos hasta su "liberación final" de la prisión. Los republicanos afirmaron que la condición de buena conducta significaba que Laughton no había recibido una "liberación final"; sin embargo, los funcionarios de la prisión consideran que la "liberación final" se produce cuando el recluso sale de la cárcel. El 27 de noviembre de 2012, Laughton emitió una declaración: "Después de pensarlo mucho y de hablar con el presidente del partido estatal y el director de mi caucus democrático, he decidido renunciar a mi cargo de representante estatal electa".
En diciembre de 2012, Laughton anunció que se presentaría a las elecciones para ocupar el puesto al que renunció. Sin embargo, más tarde ese mes el fiscal general del Estado Michael Delaney (D) emitió una opinión en la que afirmaba que como la sentencia de Laughton había sido suspendida bajo la condición de "buena conducta", no había recibido una "liberación final" porque todavía estaba bajo el control del tribunal de sentencia hasta 2019. El 2 de enero de 2013, Laughton abandonó su candidatura. Mientras que ella habría enfrentado una audiencia ante la comisión estatal de leyes de votación al día siguiente, la opinión de Delaney por sí sola la convenció de que no tenía ninguna posibilidad de permanecer en la votación. La opinión llevó a que su puesto de concejala fuera anulado.

## Amenaza de bomba
Laughton se entregó a la policía el 12 de marzo de 2015 después de que se emitiera una orden de arresto a raíz de una amenaza de bomba que se comunicó por teléfono al Southern New Hampshire Medical Center el 27 de febrero. Inicialmente, fue acusada de hacer un informe falso de explosivos, pero un juez redujo el cargo a un delito menor y la sentenció a seis meses de prisión suspendida.

## Vuelta a la política
En 2019, Laughton pagó dos mil dólares en concepto de restitución para que se le autorizara a presentarse de nuevo a un cargo público y formó un comité exploratorio con la esperanza de volver al gobierno de la ciudad. Se postuló y ganó su antiguo puesto de concejala en Nashua ese año. En 2020, volvió a presentarse a la Cámara de Representantes de Nuevo Hampshire, ganando finalmente el escaño.

## Pornografía infantil
El 22 de junio de 2023, Laughton fue arrestada y recluida en prisión preventiva en espera de la lectura de cargos por cuatro cargos de distribución de imágenes de abuso sexual infantil.